# Coptosperma borbonicum
Coptosperma borbonicum är en måreväxtart som först beskrevs av Edward George Henderson och Andr.Hend., och fick sitt nu gällande namn av De Block. Coptosperma borbonicum ingår i släktet Coptosperma och familjen måreväxter. Inga underarter finns listade i Catalogue of Life.